# Rockový slunovrat
Rockový slunovrat je multižánrový hudební festival, který se koná v areálu lesního amfiteátru ve městě Řevnice (okres Praha-západ) a na který každoročně zavítají tisíce návštěvníků z celé Evropy.
Premiéru si Rockový slunovrat odbyl už v roce 2005. Z malé akce převážně lokálního charakteru se festival vypracoval do dnešní dvoudenní podoby s programem, na němž se vyjímají známá jména české i evropské hudební scény.
Festival se každoročně koná na začátku měsíce června.

## Rockový slunovrat léčí
Kromě hudební produkce se festival snaží i pomáhat pomocí programu Rockový slunovrat léčí, který vznikl v roce 2007 a klade si za cíl pomoci lidem nemocným cystickou fibrózou. V rámci této nadace je možné během festivalu přispívat na činnost Klubu cystické fibrózy, který tzv. slaným dětem pomáhá a který má na festivalu informační stánek. Klubu CFK je věnován celý výtěžek sbírky.

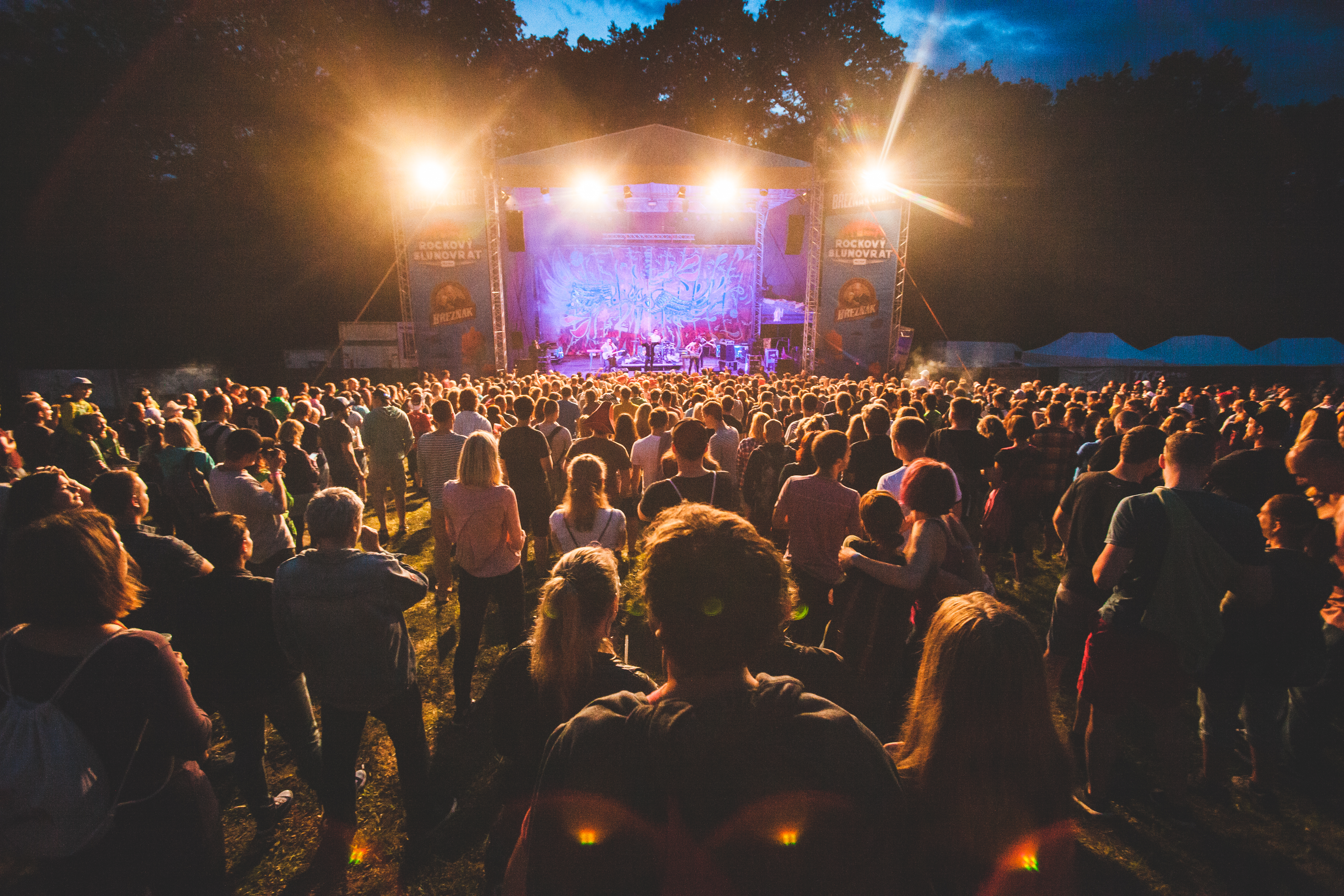
Rockový Slunovrat 2018 - hlavní pódium

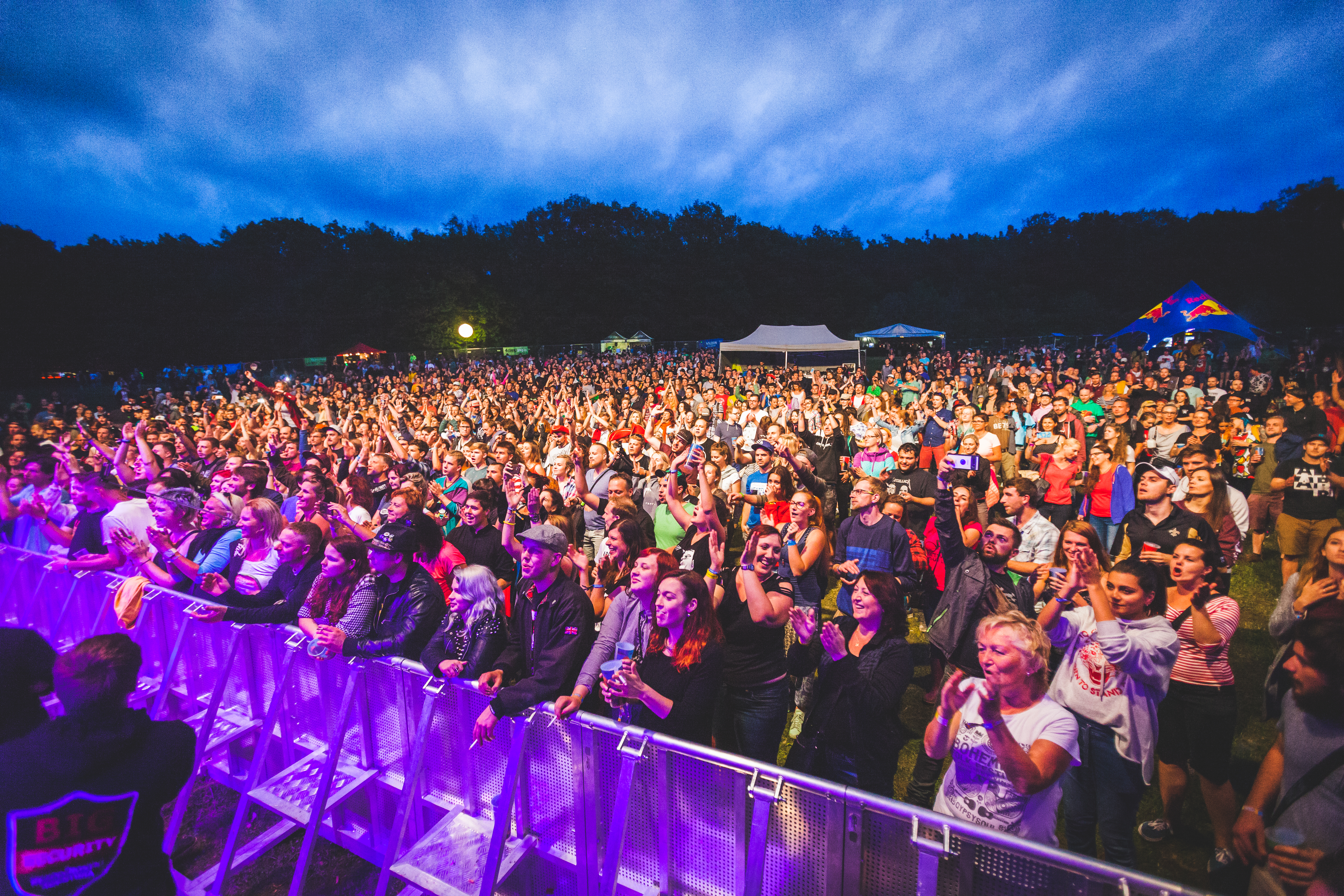
Rockový Slunovrat 2018

V rámci této nadace lze i celoročně přispívat do sbírky Křídla pro Patrika, která má za cíl vybrat co největší částku na nový elektrický vozík pro handicapovaného Patrika Šimánka.

## Ročníky
| Rok  | Počet účastníků | Účinkující |
| ---- | --------------- | --- |
| 2019 |                 | Royal Republic Wohnout Horkýže Slíže Gaia Mesiah Skyline Itchy Kapitán Demo Sto zvířat N.O.H.A. Prago Union Ting Circus Problem I wear* experiment Auxili a další |
| 2018 | 5 000           | Dub FX Dubioza Kolektiv Mig 21 Paddy and the rats Russkaja Skyline Pipes and Pints Skywalker Portless Fast food orchestra a další                                 |
| 2017 | 4 000           | Dubioza Kolektiv Tata bojs Sto zvířat Timudej Ting Hentai Corporation Prague conspiracy a další                                                                   |
| 2016 | 3 000           | Mig 21 Sto zvířat Sepiatonic Circus Problem Dirty blondes Discoballs Queens of everything False Hope a další                                                      |
| 2015 | 1 600           | Sto zvířat Fast Food Orchestra Prague Conspiracy Le Pneumatiq a další                                                                                             |
| 2012 | 400             | Wohnout Charlie Straight Pipes and Pints Sunshine Zoči Voči Status Praesents a další                                                                              |
| 2011 | 350             | Orkus Ivan Hlas Trio La-Boum Queens Of Everything Lety Mimo |
| 2010 | 250             | Polemic Prague Conspiracy Tleskač The Chancers |
| 2009 | 200             | Mig 21 The.Switch Murphy Band Vítkovo kvarteto |
| 2008 | 800             | Cocotte Minute Horkýže Slíže Krucipüsk Murphy Band |
| 2007 | 750             | Noise cut Votchi Cocotte Minute Vítkovo Kvarteto Yoyo Band |
| 2006 |                 | The Blue Effect Murphy Band Lety Mimo |
| 2005 |                 | Pumpa Parademarche Chorus Angelus Deliqent |
| 2004 |                 | Pumpa Parademarche Chorus Angelus Deliqent |